# Arraial de Todos os Santos
O Arraial de Todos os Santos é uma celebração cultural e artística que ocorre entre os meses de junho e julho em Belém no Pará e é conhecida como uma das principais festas juninas do estado. O evento possui entrada franca e é promovido pelo Governo do Estado do Pará, por meio da Fundação Cultural do Pará.

## Atrações
O festival conta com o tradicional concurso de quadrilhas entre diferentes grupos e faixas etárias, representando a dança como sinônimo de alegria e representando figurinos inovadores. O concurso é marcado pela exposição de figurinos inovadores e coloridos, representado a alegria do povo e a festividade da região. Além disso, em todas as edições ocorre o concurso de Miss Caipira Mix, além de bailados, operetas e disposição de brinquedos.
As atrações ficam concentradas tanto na Praça do Povo, onde ocorre o concurso das quadrilhas adultas e mirins, e também na Praça do Artista, onde acontece a mostra de grupos parafolclóricos, Bois Bumbá, Boi de Máscaras, grupos de toadas, conjuntos de Carimbó, grupos regionais e artistas locais. Já no Teatro Margarida Schivasappa, ocorrerem o Cordões de Pássaros e Cordões de Bichos, além de homenagens à humoristas regionais, como ao Epaminondas Gustavo.
Constam entre as principais atrações:
- Mestre Damasceno e o Conjunto de Carimbó Nativos Marajoara;
- Boi de Máscara Tinga;
- Imperatriz Junina de Portel;
- Revelação Cachoeirense de Cachoeira do Ararí;
- Alegria Junina de Salvaterra;
- Roceiros de Bagre;
- Raízes Juninas de Curralinho;
- Sensação Junina de Soure;
- Feitiço Marajoara de Curralinho;
- Sensação Cabra da Peste;
- Os Cangaceiros;
- Revelação Junina de Abaetetuba;
- Grupo de carimbó Cobra Venenosa;
- Grupo de toada Terra Cabocla;
- Quadrilha Forró de Cheiro (Marapanim).

## Gastronomia
Durante o Arraial de Todos os Santos, as ruas são decoradas com bandeirinhas coloridas e os moradores locais se vestem com trajes típicos. Há várias barracas de comida e bebida, e é comum encontrar comidas típicas da região, como vatapá, tacacá, maniçoba e peixes da região amazônica .

## Importância cultural
No Pará, as festas de arraial são especialmente conhecidas pela dança do carimbó, uma dança folclórica caracterizada por movimentos vibrantes e ritmados, acompanhados por músicas tradicionais. O Arraial de Todos os Santos é uma representação desta festividade, sendo muito animada e importante para a cultura paraense, reunindo moradores locais e turistas em uma atmosfera de celebração, alegria e devoção religiosa .
Uma das novidades do festival é a jornada de debate sobre os temas referentes às Culturas Populares que tradicionalmente integram a programação do arraial. Por este espaço, a cultura local é destacada e discutida entre todos presentes .